# Ludy abchasko-adygijskie
Ludy abchasko-adygijskie – grupa rdzennych ludów zachodniego Kaukazu:
- Abchazowie
- Abazyjczycy
- Adygejczycy
- Czerkiesi
- Kabardyjczycy

Zamieszkują tereny Kaukazu, lecz znaczna część emigrowała w XIX wieku do krajów arabskich oraz do Turcji. Posługują się językami z grupy języków północno-zachodniokaukaskich. Pomimo odmiennych losów historycznych, w kulturze tych ludów zachowało się sporo elementów wspólnych: wyznają one sunnizm (Abchazowie również prawosławie), w gospodarce tych ludów (prócz Adygejczyków) poza rolnictwem ważną rolę odgrywało również pasterstwo, utrzymywały się pozostałości więzi rodowych, do XX wieku zachowała znaczenie większość norm prawa zwyczajowego (adatu), występował powszechnie atałykat (czyli oddawanie dzieci na wychowanie innym rodzinom, praktykowane głównie wśród warstw wyższych), pobratymstwo, krwawa zemsta. Wspólne są też niektóre wątki folklorystyczne, np. epos nartyjski (opisujący niezwykłe czyny herosów – Nartów). Wyróżnili się również hodowlą konną, mistrzostwem w jeździe konnej. Stworzyli charakterystyczny strój męski zwany czerkieskim.